# Михайло Полянський
Ми́хайло По́лянський (17 листопада 1828, Фульштин — 20 вересня 1904, Львів) — автор перших підручників з природознавства руською (українською) мовою, літератор, гімназіяльний професор. За громадську діяльність нагороджений золотим хрестом заслуги з короною.

## Біографія
Народився 17 листопада 1828 р. у містечку Фульштині Самбірського округу в родині священника. Закінчив гімназійні школи у Самборі в 1843 р. У 1845 р. закінчив ліцей у Перемишлі й поступив на правничий відділ Львівського університету, який закінчив у 1849 р. Потім перебував два роки на посаді помічника вчителя у Самбірській гімназії, далі — 5 років до кінця 1856 р. у вищій гімназії в Станиславові. Потім три роки відвідував фільозофічний відділ у Віденськім університеті й склав іспит на посаду вчителя природної історії з німецьким язиком викладним, а також вчителя руської й польської мови. З 1 березня 1860 р. був учителем у вищій гімназії Перемишля. У травні 1863 р. перейшов у Львівську академічну гімназію, де у вересні цього ж року отримав посаду професора.
Михайло Полянський викладав у Львівській академічній гімназії майже 30 років, від початку 60-х років до 1891 р., коли відзначений золотим хрестом заслуги з короною, пішов на емеритуту. Був одним з перших професорів, котрий учив руською мовою. Викладав історію природи, а то зоологію, ботаніку й мінералогію.
Брав участь у комісіях для укладення руських учебників і слово М. Поляньского мало більше значення, а то й вирішальне. Окрім природописних праць любив читати й художні. Деякі з його перекладів театральних творів були поставлені в Перемишлі, декотрі й у Львові.

## Публікації
Михайло Полянський зробив переклад і опублікував у 1874 р. підручник «Зоологія». У 1875 р. М. Полянський переклав з німецької на руську мову підручник З. Феллекера й І. Лейниса «Минералогія». У 1890 р. він переклав і видав підручник д-ра А.  Бішінґа і д-ра Ф. Гофштеттера «Мінеральоґія и ґеольоґія». У 1876 році, зусиллями та коштом НТШ вийшов перший підручник з фізики для середньої школи українською мовою «Фізика» для низших кляс середніх школ, написаний М. Полянським за четвертим виправленим виданням німецького підручника фізики доктора Ф. І. Піска. Підручник містив усі основні розділи фізики: механіка, теплота, електромагнетизм, коливальний рух, звук, оптика. Року 1889 вийшов учебник «Зоольоґія» для висшої ґімназиї д-ра Оскара Шміта (Schmidt) у перекладі М. Поляньского.